# Lech Ordon

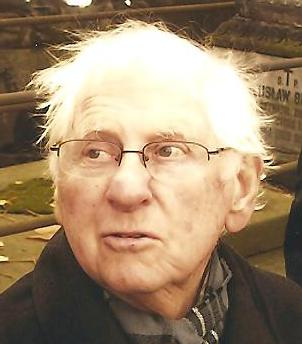
Lech Ordon, 2013

Lech Ordon (* 24. November 1928 in Poznań; † 21. Oktober 2017 in Warschau) war ein polnischer Schauspieler.
Er studierte an der Aleksander-Zelwerowicz-Theaterakademie Warschau, die zu dieser Zeit in Łódź ansässig war, und erlangte 1948 einen Abschluss.
Im deutschen Kino wurde er bekannt durch die Rollen in Der Schimmelreiter und Immensee. Im Dezember 2008 erhielt er anlässlich des Jubiläums „90 Jahre Polnische Schauspielerunion“ die Gloria-Artis-Medaille für kulturelle Verdienste.
Er starb im Oktober 2017 im Alter von 88 Jahren.

## Filmografie
- 1951: Warschauer Premiere (Warszawska premiera)
- 1952: Chopins Jugend (Mlodosc Chopina)
- 1953: Das sollte man regeln (Sprawa do zalatwienia)
- 1958: Der achte Wochentag (Ósmy dzień tygodnia)
- 1961: Der Mann seiner Frau (Maz swojej zony)
- 1964: Eine Frau für den Australier (Zona dla Australijczyka)
- 1966: Wer kennt diese Frau (Ktokolwiek wie…)
- 1966: Hölle und Himmel (Pieklo i niebo)
- 1967: Westerplatte
- 1970: Wie ich den Zweiten Weltkrieg beendete (Jak rozpetalem druga wojne swiatowa)
- 1971: Ich hasse Montage (Nie lubie poniedzialku)
- 1971–1972: Das Miniauto und die Tempelherren (Samochodzik i templariusze) (TV-Serie)
- 1974: Die Schlacht von Cedynia (Gniazdo)
- 1984: Die Akademie des Herrn Klecks (Akademia pana Kleksa)
- 1985: Der Schimmelreiter
- 1986: K.u.K. Deserteure (C.K. dezerterzy)
- 1989: Immensee
- 1994: Ein Wendehals (Zawrócony)